# Mont-Saint-Léger
Mont-Saint-Léger is een gemeente in het Franse departement Haute-Saône (regio Bourgogne-Franche-Comté) en telt 63 inwoners (2011). De plaats maakt deel uit van het arrondissement Vesoul.

## Geografie
De oppervlakte van Mont-Saint-Léger bedraagt 4,9 km², de bevolkingsdichtheid is dus 12,9 inwoners per km².
De onderstaande kaart toont de ligging van Mont-Saint-Léger met de belangrijkste infrastructuur en aangrenzende gemeenten.

## Demografie
Onderstaande figuur toont het verloop van het inwonertal (bron: INSEE-tellingen).